# The Mystical Meeting
The Mystical Meeting - minialbum greckiego zespołu muzycznego Rotting Christ, wydany w 1997 roku przez wytwórnie muzyczną Century Media Records, oraz Uniforce na  10" płycie winylowej. Na płycie znajduje się pięć utworów, w tym trzy covery niemieckiego thrashmetalowego zespołu muzycznego Kreator.

## Lista utworów
| Nr | Tytuł utworu                       | Długość |
| -- | ---------------------------------- | ------- |
| 1. | „Visions of the Dead Lover”        | 04:45   |
| 2. | „The Mystical Meeting”             | 05:00   |
| 3. | „Tormentor” (cover Kreator)        | 02:33   |
| 4. | „Flag of Hate” (cover Kreator)     | 03:56   |
| 5. | „Pleasure to Kill” (cover Kreator) | 04:11   |
|    |                                    | 20:25   |

## Twórcy
- Sakis Tolis - gitara, śpiew
- Kostas Vassilakopoulos - gitara
- Andreas Lagios - gitara basowa
- Panayiotis - instrumenty klawiszowe
- Themis Tolis - perkusja